# Scantic River State Park
Scantic River State Park ist ein State Park im US-Bundesstaat Connecticut.
Er besteht aus mehreren Landstücken entlang des Scantic River im Gebiet der Städte Enfield, East Windsor und Somers. Es bestehen Möglichkeiten zum Wandern, Angeln und Jagen.

## Geschichte
1967 entstanden erste Pläne für die Einrichtung des Parks. 1989 wurden ein Masterplan veröffentlicht und erste Grundstücksankäufe getätigt.

## Geographie
Der Scantic River verbindet auf seinem gewundenen Verlauf von Ost nach West die meisten einzelnen Parzellen des Parks. 9 Parzellen gehören zu dem Park, der eine ökologische Übergangszone darstellt zwischen dem Connecticut River und dem Shenipsit State Forest.
Drei Gebiete des Parks sind offen zur Jagd: das Powder Hollow area, ein Landstück mit 68 ha im Gebiet von Hazardville, einem Teilgebiet von Enfield, des Weiteren ein Gebiet zwischen der Scitico Road und der Route 190 entlang der Stadtgrenze von Enfield und Somers mit 73 ha sowie das Harrington Lot, ein Gebiet in East Windsor zwischen der Melrose Road und der Route 140 mit 97 ha.
Nördlich des Gebiets in East Windsor schließt sich der Royce Memorial Park an.